# Les Rairies
Les Rairies és un municipi francès situat al departament de Maine i Loira i a la regió de País del Loira. L'any 2007 tenia 972 habitants.

## Demografia

### Població
El 2007 la població de fet de Les Rairies era de 972 persones. Hi havia 374 famílies de les quals 90 eren unipersonals (33 homes vivint sols i 57 dones vivint soles), 122 parelles sense fills, 146 parelles amb fills i 16 famílies monoparentals amb fills.
La població ha evolucionat segons el següent gràfic:
Habitants censats

### Habitatges
El 2007 hi havia 439 habitatges, 386 eren l'habitatge principal de la família, 34 eren segones residències i 19 estaven desocupats. 429 eren cases i 9 eren apartaments. Dels 386 habitatges principals, 290 estaven ocupats pels seus propietaris, 95 estaven llogats i ocupats pels llogaters i 2 estaven cedits a títol gratuït; 2 tenien una cambra, 14 en tenien dues, 72 en tenien tres, 98 en tenien quatre i 200 en tenien cinc o més. 262 habitatges disposaven pel capbaix d'una plaça de pàrquing. A 161 habitatges hi havia un automòbil i a 182 n'hi havia dos o més.

### Piràmide de població
La piràmide de població per edats i sexe el 2009 era:
| Homes | Edats   | Dones |
| ----- | ------- | ----- |
| 0     | 95 o +  | 0     |
| 0     | 90 a 94 | 8     |
| 0     | 85 a 89 | 4     |
| 0     | 80 a 84 | 4     |
| 24    | 75 a 79 | 12    |
| 24    | 70 a 74 | 32    |
| 4     | 65 a 69 | 12    |
| 44    | 60 a 64 | 20    |
| 4     | 55 a 59 | 16    |
| 20    | 50 a 54 | 20    |
| 44    | 45 a 49 | 40    |
| 28    | 40 a 44 | 24    |
| 40    | 35 a 39 | 44    |
| 36    | 30 a 34 | 24    |
| 32    | 25 a 29 | 20    |
| 40    | 20 a 24 | 20    |
| 24    | 15 a 19 | 44    |
| 28    | 10 a 14 | 36    |
| 16    | 5 a 9   | 40    |
| 24    | 0 a 4   | 20    |

## Economia
El 2007 la població en edat de treballar era de 628 persones, 476 eren actives i 152 eren inactives. De les 476 persones actives 435 estaven ocupades (247 homes i 188 dones) i 41 estaven aturades (17 homes i 24 dones). De les 152 persones inactives 50 estaven jubilades, 58 estaven estudiant i 44 estaven classificades com a «altres inactius».

### Ingressos
El 2009 a Les Rairies hi havia 383 unitats fiscals que integraven 965,5 persones, la mediana anual d'ingressos fiscals per persona era de 17.084 €.

### Activitats econòmiques
Dels 29 establiments que hi havia el 2007, 1 era d'una empresa alimentària, 7 d'empreses de fabricació d'altres productes industrials, 6 d'empreses de construcció, 6 d'empreses de comerç i reparació d'automòbils, 2 d'empreses d'hostatgeria i restauració, 2 d'empreses immobiliàries, 2 d'empreses de serveis, 2 d'entitats de l'administració pública i 1 d'una empresa classificada com a «altres activitats de serveis».
Dels 6 establiments de servei als particulars que hi havia el 2009, 1 era un paleta, 1 guixaire pintor, 1 fusteria, 2 lampisteries i 1 restaurant.
Dels 2 establiments comercials que hi havia el 2009, 1 era una fleca i 1 una carnisseria.
L'any 2000 a Les Rairies hi havia 14 explotacions agrícoles que ocupaven un total de 150 hectàrees.

## Equipaments sanitaris i escolars
El 2009 hi havia una escola elemental.

## Poblacions més properes
El següent diagrama mostra les poblacions més properes.